# SN 2006ij
SN 2006ij – supernowa typu II odkryta 13 września 2006 roku w galaktyce A001109+2954. W momencie odkrycia miała maksymalną jasność 19,90m.